# Lac Bagsværd
Le lac Bagsværd est un lac situé au Nord-Est de l'île de Seeland au Danemark. 
La qualité de l'eau du lac ne convient pas pour la natation car le lac reçoit toujours le déversement de trois sorties du système d'égout public. La pollution des égouts est aggravée par le fait que l'eau du lac reste dans le lac pendant plusieurs années. Le lac reçoit de très petites quantités d'eau potable venant des zones environnantes. Principalement en raison du pompage très intensif de l'eau douce à partir des puits à proximité.
Le lac Bagsværd est le site de diverses compétitions internationales d'aviron, de voile, kayak et planche à voile. Durant l'été, avec ses nombreuses plages et à seulement 15 kilomètres au nord de Copenhague, le lac est un grand site de détente pour le peuple danois.

## Événements
- Championnats d'Europe d'aviron 1953 (hommes seulement)
- Championnats d'Europe d'aviron 1963 (hommes seulement)
- Championnats d'Europe d'aviron 1971
- Championnats du monde d'aviron 1978 (classe légers seulement)
- Championnats du monde d'aviron 1987
- Coupe du monde d'aviron 1992